# شمردى
شَمِرْدَى أو غِشائِيَّة الثَّمَرة (الاسم العلمي: Hymenocarpos)، جنس نباتات عشبية برية حولية من فصيلة البقولية.